# Appianus
Appianus van Alexandrië (Oudgrieks: Ἀππιανός Ἀλεξανδρεύς, Appianós Alexandreús; Latijn: Appianus Alexandrinus; c.95-c.165) was een oud-Grieks historicus uit Alexandrië. Hij schreef een Romeinse Geschiedenis die, anders dan de meeste antieke geschiedwerken, niet strikt chronologisch is geordend, maar naar regio's. Het voordeel van deze methode is dat de geografie van de vele Romeinse oorlogen beter begrepen konden worden.

## Romeinse Geschiedenis
Voor zover te achterhalen valt, schreef Appianus zijn Romeinse Geschiedenis (Grieks: Ῥωμαϊκά/Rhomaïká; Latijn: Historia Romana) ergens tussen 147 en 161. Van de vierentwintig boeken die de Romeinse Geschiedenis ooit telde, zijn de "Inleiding" (beginnend met de legende van Aeneas), de "Spaanse Oorlog", de "Oorlog tegen Hannibal" en de "Carthaagse Oorlogen" (boek 6-8) volledig bewaard: ze beschrijven de drie strijdtonelen uit de Tweede Punische Oorlog. Ook de boeken over de "Syrische Oorlog" (tegen de Seleucidische koning Antiochus III de Grote) en de "Oorlogen tegen Mithridates" (boek 11-12) zijn tot ons gekomen. Over Illyrië en Macedonië (boek 9) zijn slechts gedeelten overgeleverd.

### De "Romeinse Burgeroorlog"
Het hoogtepunt van de Romeinse Geschiedenis is het vijftal boeken over de "Romeinse Burgeroorlog" (boek 13-17), waarin Appianus de geschiedenis van de bloedige eeuw tussen Tiberius Gracchus, via Marius en Sulla, Gnaius Pompeius Magnus maior en Julius Caesar, volgt tot de opkomst van het tweede triumviraat van Marcus Antonius, Marcus Aemilius Lepidus en Gaius Iulius Caesar (Octavianus). Het eindigt met de uitschakeling van Lepidus.
Het conflict tussen de overgebleven Marcus Antonius en Octavianus vormde het onderwerp van enkele verloren boeken over de "Egyptische Oorlog", die door Appianus, geheel in lijn met de augusteïsche propaganda, werd beschouwd als buitenlandse oorlog omdat Marcus Antonius de steun kreeg van Cleopatra VII van Egypte. Van de overige boeken zijn fragmenten overgeleverd in Byzantijnse uittrekselverzamelingen.
De "Romeinse Burgeroorlog" is een unieke bron. Het werk is het enige doorlopende verslag van deze periode en bovendien herkent Appianus, opnieuw als enige antieke auteur, de sociale problematiek die de oorzaak van de chaos vormde. Appianus is bovendien een levendige auteur: het stijlmiddel der herhaling is in de Oudgriekse literatuur zelden zo effectief toegepast als door Appianus in zijn relaas over het bloedbad onder de senatoren waarmee het Tweede Driemanschap de oppositie het zwijgen oplegde.

## Nederlandse vertalingen
- Dodenlijst. Appianus en Cassius Dio over het bloedige verleden van keizer Augustus. Vertaald door Willem van Maanen en Marco Poelwijk. Verloren, Hilversum 2014.
Vertaling van een gedeelte over de proscripties van het Tweede Driemanschap
- Appianus, De burgeroorlogen. 133-35 v.Chr. Vertaald door John Nagelkerken. Ingeleid door Jacqueline Klooster. Uitgever Athenaeum - Polak & Van Gennep, Amsterdam 2017.
Volledige vertaling van de vijf bewaard gebleven boeken over de Romeinse burgeroorlogen

## Online
- Appian: The Roman History: Volledige Engelse vertaling van de Burgeroorlogen op LacusCurtius.
- Appian: The Roman History: Volledige Engelse vertaling van de delen over de buitenlandse oorlogen op Livius.org
- Appien d'Alexandrie: Volledige editie en Franse vertaling op HODOI